# Dravska dolina
Dravska dolina je slovenska pokrajina, ki leži ob reki Dravi in njenih pritokih. Proti severu jo omejuje Kozjak, proti jugu pa Pohorje. Sega od Dravograda na zahodu do Bresternice in Limbuša na vzhodu.

## Zgodovina
Dravska dolina z okolico je bila naseljena v prazgodovini. Tukaj so se zadrževali tudi Rimljani in za plovbo uporabljali Dravo. Ob koncu 6. stoletja so jo poselili Slovani. Kolonizacija se je pričela v 11. stoletju. Na poseljevanje je močno vplivala ustanovitev benediktinskega samostana v Šentpavlu v Labotski dolini leta 1091. Samostan je namreč ob ustanovitvi prejel mnogo posesti v Dravski dolini. Šentpavelskemu samostanu so bili podložni kmetje spodnjega dela Dravske doline. Nekateri so bili podložni brezenskemu, selniškemu ali kamniškemu župniku. Hitrejši razvoj se je začel v 13. stoletju. Takrat so nastale raztresene kmetije tam, kjer so krčili gozdove. V 14. stoletju se je začel razvoj živinoreje. Število prebivalcev se je povečalo po letu 1780. Največ ljudi je bilo na tem območju ob koncu 19. stoletja.

## Geografija
Ta dolina je bogata z gozdom in površinskimi vodami, ki se stekajo v Dravo. Morfološko je zelo raznolika. Kot enotno geografsko območje jo obravnavajo zaradi gospodarske in naravne navezanosti na Dravo kot prometno žilo. Geografska območja so:
- brezenska soteska (dolga je 20 km),
- trbonjska soteska (dolga je približno 6 km),
- Mučko-Radeljsko polje
- Ruško-Selniško polje
- dravsko Pohorje.

Na poljih so obdelane rečno-ledeniške terase, ki so kjub neugodnemu podnebju je omogočale razvoj kmetijstva.
Strmo Dravsko hribovje se dviga nad brezensko sotesko do Ribniško-Lovrenškega podolja. Dravsko obmejno hribovje poteka severno od osrednje Dravske doline. Na zahodni strani ga omejuje Košenjak, na vzhodu pa Kozjak. Področje je precej ozko, vendar morfološko zelo razgibano.

## Promet
Dravska dolina je vezni člen med alpskim svetom in Panonsko kotlino. Bila je pomembna prometna povezava. Po Dravi je potekalo splavarstvo in transport s šajkami, po cesti pa tovorništvo. Železnica Maribor-Dravograd-Celovec je bila zgrajena leta 1863. Pomembna je tudi hidroenergetska moč reke. 

## Gospodarstvo
Gospodarski razvoj doline se je začel z izgradnjo železnice. Gorati del ozemlja je bil pomemben zaradi pridobivanja lesa in trgovanja z njim. Kmetijstvo se je vedno bolj preusmerjalo v gozdno gospodarstvo. Pomembni so bili tudi steklarstvo, rudarstvo, oglarstvo in železarstvo.
Samotne hribovske kmetije se ukvarjajo predvsem z živinorejo. Največ industrije je ob vznožju hribovja in v krajih v osrednji dolini. Turizem se razvija v Ribnici na Pohorju, v Josipdolu in v Lovrencu na Pohorju.
Zahodni del pokrajine teži h Koroški, vzhodni pa proti Mariboru.

### Hidroelektrarne
V dravski dolini je 5 hidroelektrarn. Z njimi upravljajo Dravske elektrarne Maribor.
- Hidroelektrarna Fala,
- Hidroelektrarna Dravograd,
- Hidroelektrarna Vuzenica,
- Hidroelektrarna Vuhred,
- Hidroelektrarna Ožbalt.[5]

## Znamenitosti
- Dvorec Viltuš
- Hidroelektrarna Fala - muzej tehniške dediščine.[3]